# Nadeo
Nadeo — французская компания, разрабатывающая компьютерные игры.

## История компании
Компания основана в 2000 году. Штаб компании находится в Париже, Франция. С октября 2009 года является дочерней компанией Ubisoft.
Наиболее известные игры — серия аркадных автосимуляторов TrackMania и серия реалистичных симуляторов парусной регаты Virtual Skipper.

## Разработанные игры
Серия Virtual Skipper
- 2000 — Virtual Skipper
- 2002 — Virtual Skipper 2
- 2003 — Virtual Skipper 3
- 2005 — Virtual Skipper 4
- 2007 — Virtual Skipper 5: 32nd America's Cup: The Game
- 2008 — Virtual Skipper Online

Серия TrackMania
- 2003 — TrackMania
  - 2004 — TrackMania: Power Up! (дополнение)
- 2005 — TrackMania Original (ремастер первой части игры с улучшенной графикой)
- 2005 — TrackMania Sunrise
  - 2005 — TrackMania Sunrise: eXtreme (дополнение)
- 2006 — TrackMania Nations
- 2008 — TrackMania Nations Forever
- 2006 — TrackMania United
- 2008 — TrackMania United Forever
- 2011 — TrackMania 2
- 2013 — TrackMania 2: Stadium
- 2013 — TrackMania 2: Valley
- 2016 — TrackMania Turbo[5]
- 2020 — TrackMania Nations[6] (новая игра с тем же названием)

Другие игры
- 2013 — ShootMania: Storm
- 2013 — QuestMania